# Ryo Miyaichi
Ryo Miyaichi (n. 14 decembrie 1992) este un fotbalist japonez.

## Statistici
| Japonia | Japonia | Japonia |
| An      | Meciuri | Goluri  |
| ------- | ------- | ------- |
| 2012    | 2       | 0       |
| Total   | 2       | 0       |